# Príncipe de Viana
Príncipe ou Princesa de Viana (castelhano: princesa de viana) é um título conferido ao herdeiro ou herdeira aparente da Coroa de Navarra. Foi instituído por Carlos III, O Nobre para seu neto Carlos, desde então chamado Viana, nascido do casamento entre sua filha Blanca e João, Príncipe de Aragão. Após a conquista do Reino de Navarra por Castela em 1512, o referido título foi transmitido à referida Coroa e posteriormente aos monarcas espanhóis, juntamente com os do Príncipe das Astúrias, Girona, Duque de Montblanch, Conde de Cervera e Senhor de Balaguer.
Atualmente, o título pertence à herdeira da Coroa espanhola, Leonor de Bourbon e Ortiz - Filha primogênita de Felipe VI - ostenta o título de Princesa de Viana como herdeira presuntiva de seu pai desde a coroação deste como Rei da Espanha em 2014.

## Antecedentes
Esses título era um reflexo do que vinha acontecendo na Europa, onde os príncipes herdeiros recebiam um título que os dotava de renda para seu benefício pessoal. Assim são, entre outros, o Príncipe das Astúrias, em Castela; o príncipe de Girona, em Aragão; o delfim, na França; o Príncipe de Gales , na Inglaterra; ou já em tempos mais recentes, o príncipe da Beira , em Portugal ou o Príncipe de Orange na Holanda.

## Origem
O documento que estabeleceu o referido título é datado em Tudela em 20 de janeiro de 1423 e diz o seguinte:
| “ | Carlos, pela graça de Deus, Rei de Navarra, Duque de Nemours: a todos os presentes, e vindouros, que estas cartas verão, saudações. Como a linhagem humana é inclinada e deseja que os homens desejem pensar sobre a exaltação do status e honra dos filhos e descendentes deles, e colocar e exaltar aqueles em aumento e supereminência de dignidade e honra, e pela graça , e benção de nosso Senhor Deus, nossos caríssimos e amados filhos, o Infante D. Juan de Aragón e a Rainha D.ª Blanca, nossa filha mais velha e herdeira, tiveram entre eles o Infante D. Carlos, nosso muito querido e querido filho Neto muito amado, façamos saber que, por paterno amor, carinho e simpatia, temos, e devemos ao dito infante D. Carlos nosso neto, querendo colocar, estabelecer e exaltar em honra e dignidade , como nós, tivemos e devemos fazê-lo, movidos pelas causas e motivos acima mencionados, e outros que mais tarde serão expressos e declarados, de nosso certo conhecimento, e devido movimento, graça especial e autoridade real, ao dito Infante D. Carlos demos e damos , pelas apresentações tess, em dom e graça especial, as vilas e castelos e lugares que se seguem. Primo, a nossa vila e castelo de Viana com as suas aldeias. Item nossa cidade e castelo de Laguardia com suas aldeias. Item nossa cidade e castelo de Sanct Vicente com suas aldeias. Item nossa cidade e castelo de Bernedo com suas aldeias. Item nossa cidade de Aguilar com suas aldeias. Item nossa cidade de Uxenevilla com suas aldeias. Item nossa cidade de Lapoblación com suas aldeias. Item nossa cidade de Sanct Pedro, e de Cabredo, com suas aldeias e todas as nossas cidades e lugares que temos no Val de Campezo; e tão bem os nossos castelos de Marañón, Toro, Ferrera e Buradón; e nós erguemos e erguemos, por meio deste, o nome e o título de Principado sobre as ditas cidades e lugares, e nós o demos, e damos a ele o título e a honra de Príncipe; e queremos, e ordenamos, por estes presentes, que doravante seja titulado e nomeado Príncipe de Viana, e todas as referidas vilas, castelos e lugares, sejam e são do referido Principado, e da sua pertença. Item ultra, ao dito infante nosso neto, ultra as cidades de Corella e Cintruénigo, que lhe demos antes, demos e damos, por meio desta, em herança perpétua, nossa cidade de [ [ Peralta]] e Cadreita com os seus castelos; e queremos que ele se nomeie senhor das ditas cidades de Corella e Peralta de agora em diante. E todas as nossas ditas vilas, castelos e lugares, demos e damos, por este meio, ao dito Infante D. Carlos nosso neto, com todos os seus vassalos, que estão e estarão nelas, para que os tenha, possuídos , e Espeite e defender, como suas próprias coisas. Visto que, segundo a jurisdição e costume do dito reino de Navarra, que é indivisível, e não pode ser dividido, por isso o dito infante, não poderá dar em caso algum, vender, e alienar, penhorar, e dividir, ou distrair, de qualquer forma, as referidas vilas e castelos, e lugares em tudo, nem em jogo, a qualquer momento de forma alguma; antes eles permaneceriam inteira e perpetuamente para a coroa de Navarra. E assim mandamos ao nosso tesoureiro, e aos procuradores, fiscais e patrimoniais, e a qualquer dos nossos funcionários, que os presentes vejam, que o dito Infante D. Carlos, ou o seu procurador, ponham na posse das ditas vilas, castelos, e lugares, e deixe-o sofrer e consentir em possuí-los e tê-los como suas próprias coisas; carro assi a gente quer, e isso nos agrada. Em testemunho disso, selamos os presentes em brincos de nosso grande selo de chancelaria com laço de seda de cera verde. Dado em Tudela no dia vinte de janeiro do nascimento de nosso Senhor mil quatrocentos e vinte e três. Pelo Rei: Martín de San Martín, secretário. | ” |

Após a conquista do reino da Navarra peninsular por Fernando o Católico (meio-irmão do falecido Carlos, Príncipe de Viana), no início do século XVI  , e quando Fernando se proclamou Rei de Aragão e Navarra, o título de Príncipe de Viana estava ligada ao herdeiro da Coroa de Aragão primeiro, Castela depois e por último, Espanha.
Tanto a dinastia de Albret quanto sua sucessora, a dinastia de Bourbon, também continuaram a usar os títulos de Rei de Navarra e Príncipe de Viana em Ultraportos ( Baixa Navarra ), tornando-se posteriormente a dinastia reinante na França.
Embora o título seja atualmente detido pelo herdeiro da Coroa espanhola, Don Felipe de Borbón y Grecia, este título deve, no entanto, corresponder a Don Carlos de Borbón, duque da Calábria.

## Visão Geral
Viana foi uma vila fundada em 1219 por Sancho VII el Fuerte, reunindo várias aldeias então existentes para melhor proteger a fronteira do Reino. Por isso foi emparedado pelo seu fundador.
O Principado de Viana foi estabelecido em Tudela em 20 de janeiro de 1423 pelo rei Carlos III, o Nobre, em favor de seu neto Carlos, filho da infanta Blanca . Os territórios inicialmente atribuídos ao Principado constituíam um conjunto de vilas, praças e castelos e bens situados no extremo sudoeste do reino fronteiriço com Castela. A vila e o castelo de Viana eram a cabeça do Principado que incluía: San Vicente de la Sonsierra, Bernedo, Aguilar, Genevilla, La Población, San Pedro e Cabredo e as vilas e lugares pertencentes ao rei em Val de Campezo. Também os castelos de Marañón, Toro, Herrera e Buradón.